# Csolnoki löszgyepek
Csolnoki löszgyepek este o arie protejată (arie specială de conservare — SAC, sit de importanță comunitară — SCI) din Ungaria întinsă pe o suprafață de 410,76 ha, integral pe uscat.

## Localizare
Centrul sitului Csolnoki löszgyepek este situat la coordonatele 47°40′29″N 18°42′35″E / 47.674722°N 18.709722°E.

## Înființare
Situl Csolnoki löszgyepek a fost declarat sit de importanță comunitară în mai 2004 pentru a proteja 3 specii de plante și 2 specii de animale. Situl a fost protejat și ca arie specială de conservare în februarie 2010.

## Biodiversitate
Situată în ecoregiunea panonică, aria protejată conține 12 habitate naturale: Pajiști panonice carstice (Stipo-Festucetalia pallentis), Pajiști stepice panonice pe loess, Păduri panonice-balcanice de stejar turcesc - stejar sesil, Păduri panonice cu Quercus petraea și Carpinus betulus, Păduri panonice cu Quercus pubescens, Pajiști stepice subpanonice, Pajiști uscate seminaturale și facies de acoperire cu tufișuri pe substraturi calcaroase (Festuco-Brometalia) (* situri importante pentru orhidee), Stepe panonice nisipoase, Păduri aluvionare cu Alnus glutinosa și Fraxinus excelsior (Alno-Padion, Alnion incanae, Salicion albae), Tufărișuri panonice ale dunelor de nisip continentale (Junipero-Populetum albae), Tufărișuri subcontinentale peripanonice, Liziere de ierburi înalte hidrofile de câmpie și de nivel montan până la alpin.
La baza desemnării sitului se află mai multe specii protejate:
- plante (3): Echium russicum, Iris humilis subsp. arenaria, sisinei (Pulsatilla grandis)
- mamifere (1): popândău (Spermophilus citellus)
- nevertebrate (1): rădașcă (Lucanus cervus)

Pe lângă speciile protejate, pe teritoriul sitului au mai fost identificate 30 de specii de plante, 6 specii de păsări, 1 specie de nevertebrate, 1 specie de reptile.